# Cedric (voornaam)
Cedric is een jongensnaam die stamt van het Engels. De heilige Cedric was bisschop van Londen in de eerste helft van de 7e eeuw en maakte deel uit van een heilige generatie in zijn familie; alle drie zijn broers zijn eveneens heilig verklaard. In de roman Ivanhoe (1818) van Walter Scott is het de naam van de vader van Ivanhoe. Die naam zou zijn afgeleid van Cerdic, de half-legendarische eerste Angelsaksische koning van Wessex, die leefde aan het begin van de 6e eeuw. Betekenis van Cedric: vriendelijk, mild, machtig, strijdlustig.
Voor de betekenis worden verschillende verklaringen geopperd: 
- Uit het Welshe Cederig = 'vriendelijk'
- Samengestelde Welshe naam: Ced- = 'mildheid' en -drych = 'voorbeeld', 'toonbeeld', wat dus 'toonbeeld van mildheid' maakt
- Samengestelde Keltische naam: Céd- komt van Kad- = ' strijd' en -ric = 'machtig', wat dus 'machtig in de strijd' of 'machtig strijder' betekent

De voornaam, werd nog populairder door de naam van de hoofdpersoon van De kleine Lord (1886) van Frances Hodgson Burnett, wordt hoofdzakelijk in het Engelse taalgebied gebruikt, maar komt ook veel voor in Frankrijk en in het Nederlands taalgebied. Daar komen ook de varianten Cédric of Céderic voor.

## Bekende naamdragers
- Adrian Cedric Boult, Engelse dirigent
- Cedric Bixler Zavala, Amerikaanse rocker
- Cedric Diggory, in het Nederlands Carlo Kannewasser, een personage uit de jeugdboekenserie Harry Potter
- Cedric the Entertainer, Amerikaanse acteur en komiek
- Cedric van der Gun, Nederlandse voetballer
- Cédric Hervé, Franse wielrenner
- Cédric Pineau, Franse wielrenner
- Cédric Vasseur, Franse wielrenner